# Edita Morris

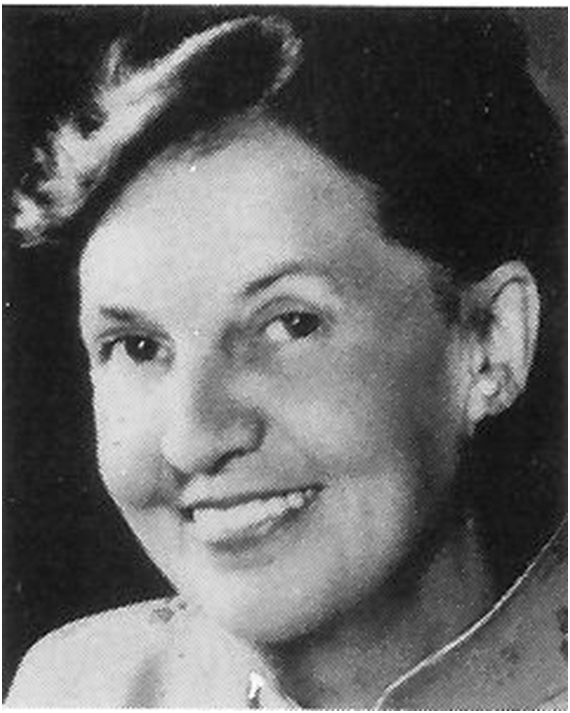
Edita Morris(ohne Jahr)

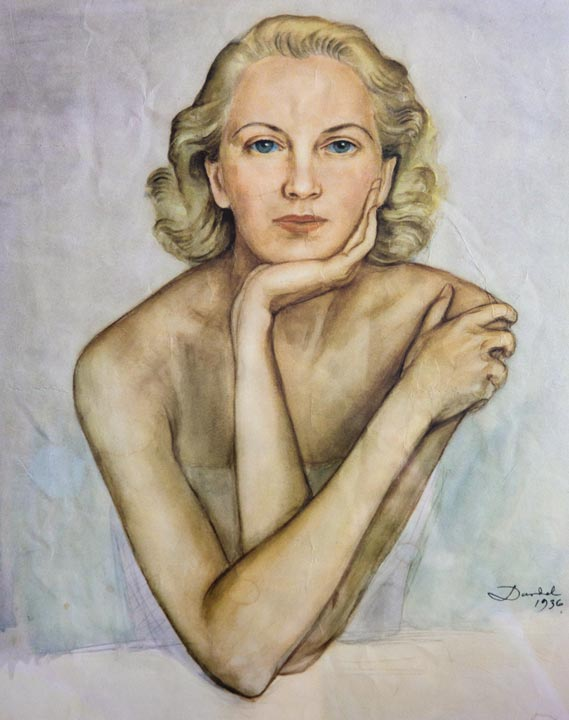
Nils von Dardel: Edita Morris (1936)

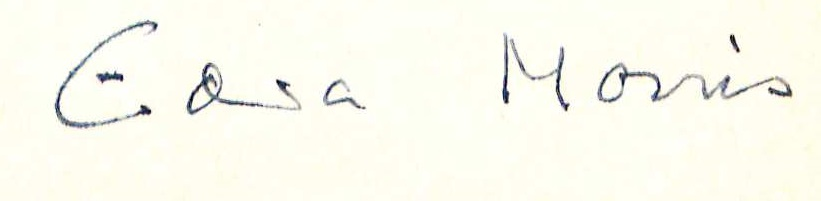
Unterschrift unter einer Widmung (1945)

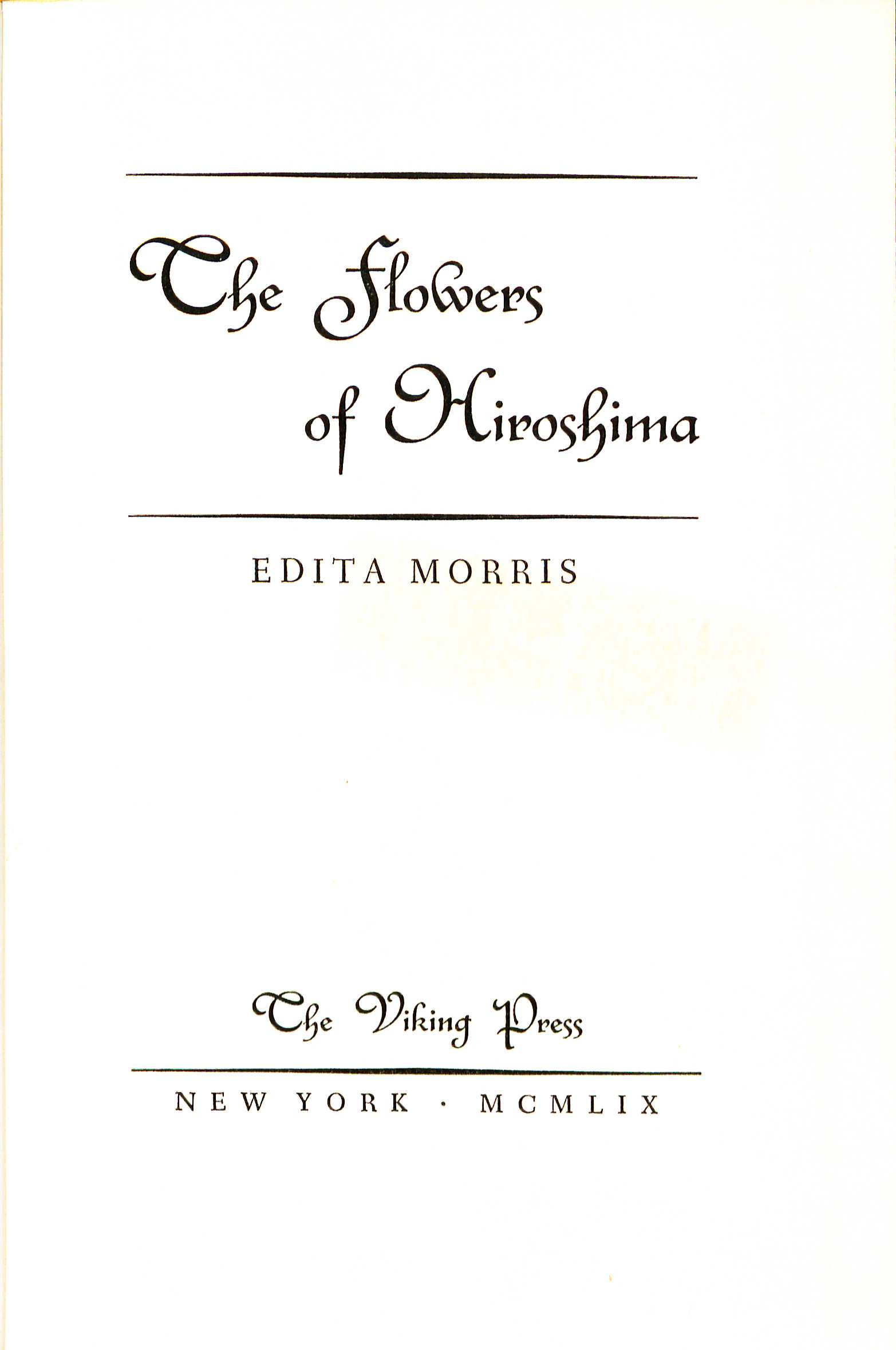
The Flowers of Hiroshima (1959)

Edita Morris (geboren 5. März 1902 in Örebro, Schweden als Edita Dagmar Emilia Toll; gestorben 15. März 1988 in Paris) war eine schwedisch-amerikanische Autorin und politische Aktivistin gegen die atomare Aufrüstung. 

## Leben
Edita Toll stammt aus einer gutbürgerlichen Familie. Sie wuchs auf dem Lande und in Stockholm auf. 1925 heiratete sie den Journalisten Ira Victor Morris (1903–1972), Sohn des US-amerikanischen Diplomaten Ira Nelson Morris (1875–1942), der aus einer jüdischen, deutschen Einwandererfamilie stammte. Sie waren ein mehrsprachiges und kosmopolitisches Paar, das auf Grund des amerikanischen Familienvermögens sehr wohlhabend war und viel reiste, ihr Sohn  wurde 1925 in London geboren. Ihren Wohnsitz nahmen sie im „Château de Nesles“ in Nesles-la-Gilberde in Frankreich. Seit den 1930er Jahren lebte Edita auch mit dem schwedischen Maler Nils von Dardel (1888–1943) zusammen. 1936 und 1939 veröffentlichte das Literaturmagazin Story zwei ihrer Kurzgeschichten. Während der Besetzung Europas durch das Deutsche Reich hielten sie sich in den USA auf. Dort veröffentlichte sie 1943 ihren ersten Roman My darling from the Lions. Ihr Sohn Ivan Morris (1925–1976) studierte Japanologie, wurde Soldat im Pazifikkrieg und gehörte zu den ersten US-amerikanischen Soldaten, die das zerstörte Hiroshima betraten. 
In der Zeit des Kalten Krieges gehörten Edita und Ira Morris zu den Gegnern der US-amerikanischen Außenpolitik und sie setzten sich für die atomare Abrüstung ein, dafür besuchte sie auch die Sowjetunion. 1955 besuchte sie Hiroshima und schrieb danach den Roman The Flowers of Hiroshima, der 1958 veröffentlicht wurde, 1961 den französischen Albert-Schweitzer-Preis erhielt und in mehr als 30 Sprachen übersetzt wurde. Sie war in der Campaign for Nuclear Disarmament aktiv. Ihre weiteren politischen Bücher sind in der postkolonialen Dritten Welt der 1970er Jahre angesiedelt: The Solo Dancer (1970) in Indonesien, Love to Vietnam (1968) und A Happy Day (1974) in Vietnam, How keeping, hope fine (1977) in Jamaika und Kill the beggars! (1980) über die Armut in Südamerika. Sie schrieb zwei Autobiografien.
In Hiroshima stiftete das Paar ein „Haus der Ruhe“ als soziale Einrichtung für Überlebende. Postum wurde aus ihrem Vermögen die „Edita and Ira Morris Hiroshima Foundation for Peace and Culture“ eingerichtet.

## Werke (Auswahl)
- Birth of an old lady and other short stories. London 1938
- My darling from the lions. Roman. Boston : Little, Brown and Company, 1943. Widmung für Kay Boyle.
  - Das Leben heiß zu lieben : Die Geschichte von Anna u. Jezza. Übersetzung aus dem Amerikanischen von Sophie Angermann. München : List, 1950
- Three who loved. Drei Kurzgeschichten. New York : Viking Press, 1945
  - Melodie der Liebe. Übersetzung aus dem Amerikanischen von Kurt Wagenseil. München: List, 1957
- Charade. New York  : Viking Press, 1948. Widmung für Karin Michaëlis.
- The Flowers of Hiroshima. New York : Viking Press, 1959. Widmung für Ira Morris.
  - Die Blumen von Hiroshima  : Roman. Übersetzung aus dem Amerikanischen von Sophie Angermann. Mit e. Nachw. von Robert Jungk. München : Süddeutscher Verlag, 1960
- Echo in Asia : a fictional travelogue. London : D. Dobson, 1961.  
  - Sampeh. Übersetzung aus dem Amerikanischen von Sophie Angermann. München : Süddeutscher Verlag, 1962
- The toil and the deed. London, 1963
- The seeds of Hiroshima. London, 1965
  - Die Saat von Hiroshima. Übersetzung aus dem Amerikanischen von Sophie Angermann. München : Süddt. Verlag, 1965
- Dear me and other tales from my native Sweden. New York, 1967
- Love to Vietnam : a novel. New York, 1968
  - Liebe zu Vietnam. Roman. Übersetzung aus dem Amerikanischen von Sophie Angermann. München : Süddeutscher Verlag, 1967
- The solo dancer. New York, 1970
- Life, wonderful life. New York, 1971
- A happy day. New York, 1974
- How keeping, hope fine. Paris, 1975
- Straitjacket: autobiography. New York : Crown Publishers, 1978
- Kill a beggar. 1980
- Seventy years' war. 1980